# クルエル・シスター
『クルエル・シスター』（Cruel Sister）は、イギリスのフォークロック・バンド、ペンタングルが1970年に発表した4作目のアルバム。

## 背景
ペンタングルの過去の作品は、いずれも純粋なアコースティック音楽だったが、本作よりジョン・レンボーンがエレクトリック・ギターも弾くようになった。「若かりし頃」は、ジャッキー・マクシーが無伴奏で歌った録音である。LPレコードの片面を占める大作「ジャック・オライオン」は、バート・ヤンシュ名義のアルバム『自画像』（1966年）で取り上げられた曲の再演で、当時ヤンシュのヴァージョンをプロデュースしたビル・リーダーは、本作及び次作『リフレクション』（1971年）でペンタングルと共同作業をしている。

## 反響・評価
商業的には前作『バスケット・オブ・ライト』ほどの成功を収められず、全英アルバムチャートでは2週トップ100入りし、51位を記録するにとどまった。
ロニー・D・ランクフォード・ジュニアはオールミュージックにおいて5点満点中4.5点を付け「『クルエル・シスター』は、各メンバーの手腕と閃きを結合させ、活力に満ちた不朽のアルバムとして生み出された、彼らの芸術的な高みを示している作品である」と評している。また、鮎沢裕之は本作の音楽性を「フォークやジャズなどの、ある種過激なまでのミクスチャーというスタイルから一転して、至極まっとうな英国トラッド・フォーク・サウンドへと変貌している」と位置付け、レンボーンのエレクトリック・ギターに関して「あくまでもジャズ的なトーンでヴァリエーションをつけるような使用法」と評している。

## 収録曲
全曲ともトラディショナル・ソングの翻案で、アレンジは1. 4. 5.がメンバー5人、3.がジャッキー・マクシー、バート・ヤンシュ、ジョン・レンボーンによる。
1. 恋する女 - "A Maid That's Deep in Love" - 5:31
2. 若かりし頃 - "When I Was in My Prime" - 2:57
3. ロード・フランクリン - "Lord Franklin" - 3:25
4. クルエル・シスター - "Cruel Sister" - 7:04
5. ジャック・オライオン - "Jack Orion" - 18:38

## 参加ミュージシャン
- ジャッキー・マクシー - ボーカル(all songs)
- バート・ヤンシュ - ボーカル(on #4, #5)、ダルシマー(on #1)、コンサーティーナ(on #3)、アコースティック・ギター(on #4, #5)、リコーダー(on #5)
- ジョン・レンボーン - ボーカル(on #3, #4)、アコースティック・ギター(on #1, #3, #5)、エレクトリック・ギター(on #1, #3, #5)、シタール(on #4)、リコーダー(on #5)
- ダニー・トンプソン - ダブル・ベース(on #1, #4, #5)
- テリー・コックス - ボーカル(on #4)、トライアングル(on #1)、ドラムス(on #4, #5)、ダルシトーン(on #4, #5)、タンブリン(on #5)